# Рогозна (Житомирская область)
Рогозна (укр. Рогізна) — село на Украине, находится в Любарском районе Житомирской области.
Код КОАТУУ — 1823180802. Население по переписи 2001 года составляет 284 человека. Почтовый индекс — 13154. Телефонный код — 4147. Занимает площадь 11,439 км².

## Адрес местного совета
13153, Житомирская область, Любарский р-н, с. Бичева, ул. Леси Украинки, 3